# Ramiro Megías
Ramiro Megías López (Granada, 1961) es un escultor español y profesor en la Facultad de Bellas Artes Alonso Cano de Granada, miembro de la Real Academia de Bellas Artes de Santa Isabel de Hungría y de la Real Academia de Bellas Artes de Nuestra Señora de las Angustias de Granada, que ha destacado por su obra escultórica, en especial la destinada a espacios públicos.

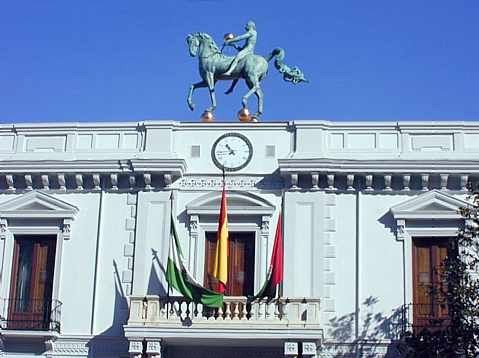

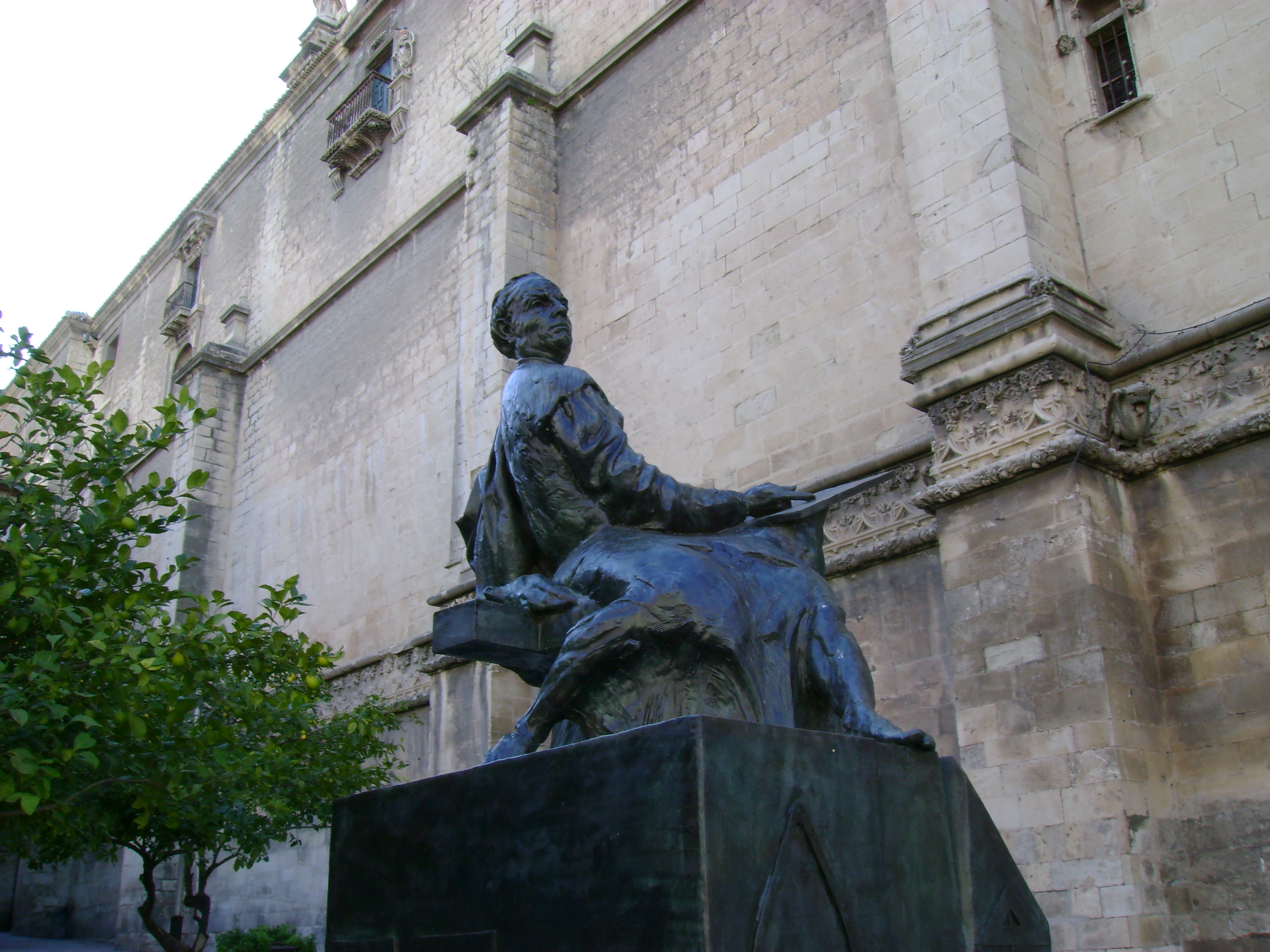

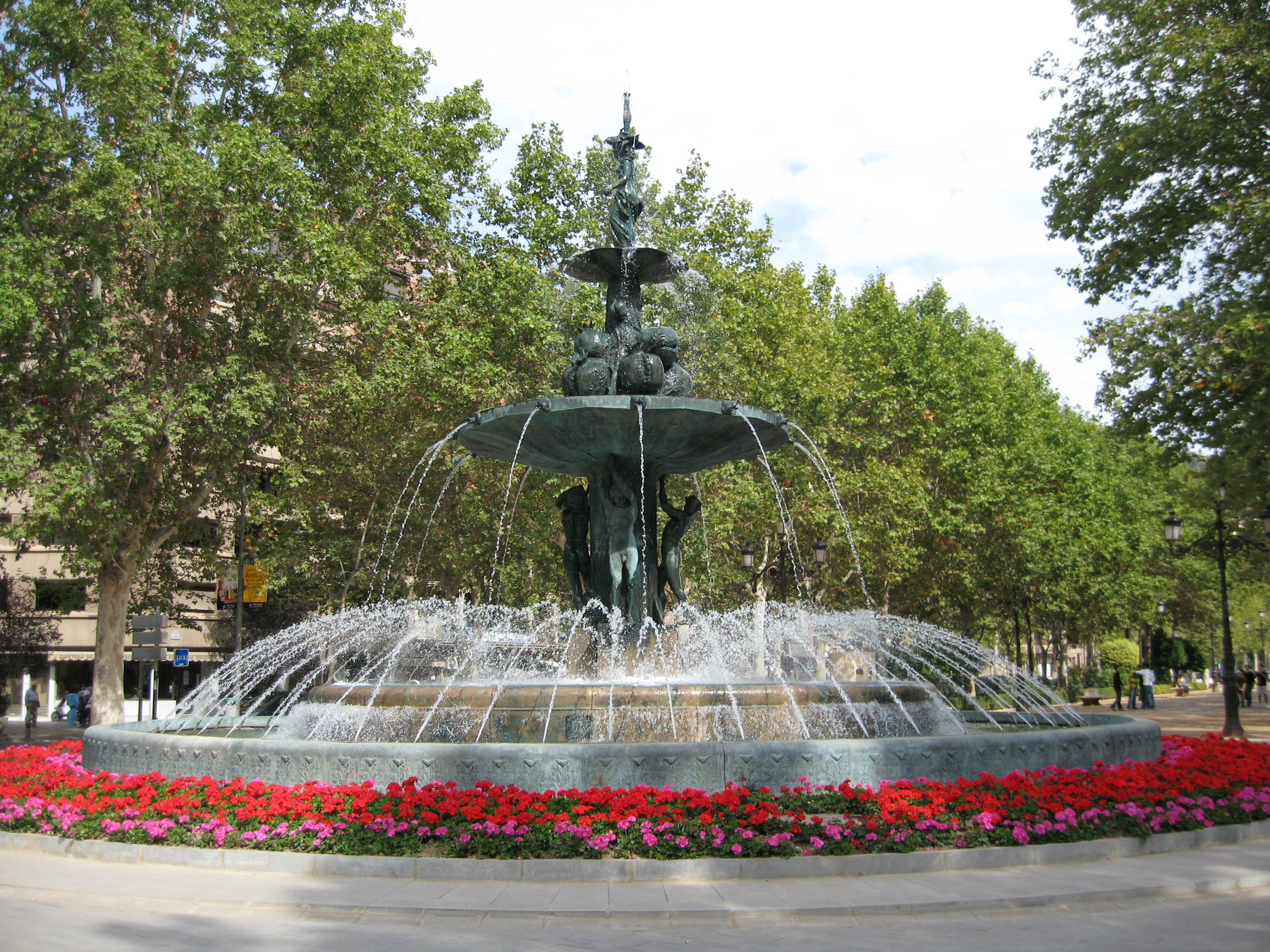

## Biografía
Ramiro Megías estudió en la Universidad de Sevilla la especialidad de Bellas Artes doctorándose en ella con la tesis "Tradición y técnica de la terracota en Andalucía".
Entre sus obras más conocidas, destacan la estatua ecuestre que está coronando la fachada principal del ayuntamiento de Granada, inspirada en el cuadro El instante preciso de Guillermo Pérez Villalta, es una escultura en bronce con notables referencias clásicas.
La fuente de las Granadas, es una fuente ornamental que representa el entorno geográfico de la provincia con personificaciones de los ríos Genil y Darro e incluye reproducciones de especies vegetales, entre las que destaca una piña de granadas como icono de la ciudad. Realiza también en 2005 el monumento a Andrés de Vandelvira, arquitecto renacentista español, que preside la fachada trasera de la Catedral de Jaén, con motivo del V centenario del nacimiento de Vandelvira
,.Como artista plástico ha desarrollado la mayoría de sus obras a través del modelado en barro, traduciendo sus formas en bronce para la escultura monumental y en terracota para las de pequeño formato. En 2009, realizó los monumentos al torero "Frascuelo" y a Manuel de Falla.

## Premios conseguidos
- Año 2006, 2ª Premio del 1.ª edición del Premio Nacional a la Creación Artística de Churriana de la Vega (Granada) en la modalidad de Escultura Sacra.
- Año 2002, 1º Premio en el V Bienal nacional de escultura Antonio González Orea de Andujar (Jaén).
- Año 2000, 1º Premio, XXI Certamen internacional de escultura Jacinto Higueras de Santisteban del Puerto (Jaén).
- Año 1992, Premio Instituto Británico de Sevilla de la Real Academia de Bellas Artes de Santa Isabel de Hungría.[2]